# Kayin Shouko
Kayin Shouko (muerto en 1495) fue un monje japonés del Período Muromachi (en japonés室町時代 ).

## Vida
Kayin Shouko fue originalmente un monje del templo Nanzen-ji ubicado en Kioto, Japón. En 1450 (Era Hotoku) fue al reino de Ryūkyū para propagar el budismo. Ofreció su servicio a Shō Taikyū, Shō Toku, Shō En, y Shō Shin, cuatro generaciones de reyes. Bajo la influencia de Kayin, ambos reyes: Shō Taikyū y Shō Shin se convirtieron en discípulos de Linji (en inglés: linji school).
Kayin construyó el templo Guang Yan, el Templo Pumen, el Templo Tianlong, el Templo Chong Yuan, y el Templo Enkaku (Okinawa). Se han fundido varias campanas con inscripciones grabadas a su nombre: «Kayin».